# 森田駿哉
森田 駿哉（もりた しゅんや、1997年2月11日 - ）は、富山県富山市出身のプロ野球選手（投手）。左投左打。読売ジャイアンツ所属。

## 経歴

### プロ入り前
富山県立富山商業高等学校では3年夏の第96回全国高等学校野球選手権大会にエースとして出場。日大鶴ヶ丘との初戦で完封勝利、小郷裕哉、海野隆司擁する関西との2回戦で1失点完投勝利を記録した。日本文理との3回戦では飯塚悟史と投げ合ったが、自身の降板後にチームは逆転サヨナラ負けを喫した。
高校卒業後は法政大学へ進学。1年春からリーグ戦に登板したが、その後左肘を痛め、2年冬に手術を受けて長期離脱した。4年春から復帰したが、リーグ戦では大学通算で1勝に終わった。プロ志望届を提出したが、2018年のドラフト会議での指名はなかった。
大学卒業後はHonda鈴鹿へ入社。
入社5年目の2023年7月に開催された第94回都市対抗野球大会ではトヨタ自動車の補強選手として出場し、前回大会で優勝したENEOSとの2回戦に先発登板して勝利投手となるなど、優勝に貢献した。その後、同年10月26日に開催されたドラフト会議にて、読売ジャイアンツから2位指名を受け、11月19日、契約金8500万円、年俸1500万円で入団に合意した。背番号は47。27歳を迎えるシーズンでのドラフト指名は、読売ジャイアンツの球団史上最年長となった。

### 巨人時代
2024年は、春季キャンプで一軍スタートとなったが、2月13日に左肘炎症のため離脱。4月23日に左肘関節鏡視下クリーニング術を受けた。9月10日の二軍戦で公式戦初登板し、2回を3安打無失点4奪三振で初勝利を挙げた。11月6日、150万円減となる推定年俸1350万円で契約を更改した。
2025年は、7月30日に初の一軍昇格を果たし、翌日の31日の中日戦で延長10回裏に救援としてプロ初登板を果たすが、味方のエラーが絡み被安打,自責点0(失点1)で敗戦投手となった。なお、2リーグ制以降の巨人で初登板投手がサヨナラ打を打たれて敗戦投手となるのは初めてである。

## 選手としての特徴・人物
最速154km/hの直球と高速スライダー、ツーシームが武器の本格派左腕。変化球はその他フォークを投じる。
愛称は「タモリ」。

## 詳細情報

### 記録
初記録
投手記録
- 初登板：2025年7月31日、対中日ドラゴンズ16回戦（バンテリンドーム ナゴヤ）、10回裏に8番手で救援登板、2/3回1失点で敗戦投手[17]
- 初先発登板・初勝利・初先発勝利：2025年8月6日、対東京ヤクルトスワローズ15回戦（東京ドーム）、6回無失点[18]
- 初奪三振：同上、1回表に内山壮真から空振り三振[18]

打撃記録
- 初打席：2025年8月6日、対東京ヤクルトスワローズ15回戦（東京ドーム）、3回表にペドロ・アビラから空振り三振
- 初犠打：2025年8月12日、対中日ドラゴンズ18回戦（東京ドーム）、4回裏に大野雄大からピッチャーへの送りバント

### 背番号
- 47（2024年[8] - ）

### 代表歴
- 2014年 BFA U18アジア選手権大会 日本代表
- 2023年 アジア競技大会 日本代表